# Passadís i arcs gòtics de Llimiana
El Passadís i arcs gòtics de Llimiana és un element urbà del municipi de Llimiana (Pallars Jussà) inclòs a l'Inventari del Patrimoni Arquitectònic Català.

## Descripció
Són elements estructurals de la trama urbana de la vila medieval, que es trobava en posició defensiva al voltant de l'antic castell de Llimiana. Les voltes, amb arc apuntat, estan reformades per dovelles de pedra de la zona,. Servien per donar accés com a portes de la vila closa, passant per sota dels habitatges que es trobaven molt concentrats dins del recinte emmurallat. Són característics dels conjunts medievals del Pallars Jussà.

## Història
El castell de Llimiana és esmentat al s. XI. El 1330 passà a formar part del marquesat de Camarasa. La vila és citada ja el 954, i era part de la Conca de Tremp disputada pels comtes d'Urgell i del Pallars Jussà i dels dominis d'Arnau Mir de Tost, vescomte d'Ager.